# Aïcha Attia
Pour les articles homonymes, voir Aïcha (homonymie) et Attia.
Aïcha Attia (arabe : عائشة عطية), née le 8 février 1991, est une actrice et chanteuse tunisienne. Elle est notamment connue pour son rôle de Nejla dans la série télévisée Naouret El Hawa.
Elle fait des études à l'Institut des hautes études commerciales de Carthage.
En 2013, elle est l'image de la marque suédoise de produits cosmétiques Oriflame pour la Tunisie.

## Filmographie

### Cinéma
- 2014 : Rewind (court métrage) de Ghaith Arfaoui : Syrine
- 2025 : Larbi Ben M'hidi de Bachir Derrais

### Télévision

#### Séries
- 2013 : Njoum Ellil (saison 4) de Mehdi Nasra
- 2014-2015 : Naouret El Hawa de Madih Belaïd : Najla Aamri
- 2015 : School (saison 2) de Rania Gabsi et Sofien Letaiem
- 2016 : Warda w Kteb d'Ahmed Rjeb : Saoussen
- 2018 : Mrawbean

#### Téléfilms
- 2012 : Le Tireur d'élite de Yosri Bouassida

#### Émissions
- 2016 : Le Grand Tirage sur Hannibal TV : animatrice
- 2017-2018 : Tendance + sur Attessia TV : animatrice
- 2018 : Hkeyet Romathan sur El Hiwar El Tounsi : chroniqueuse

### Vidéos
- 2015 : spot publicitaire pour l'assurance voyage de l'Arab Tunisian Bank
- 2016 : Ena Aycha, clip réalisé par Zied Litayem
- 2016 : Adh7ak, clip réalisé par Mohamed Yahya
- 2017 : Bisalamtou, clip réalisé par Khaled Ayadi
- 2019 : T3ebet clip réalisé par  Aladain Khiari et Ahmed Toukabri
- 2020 : Matsalounich clip réalisé par Anis Boukhris et Oussama Ben Mbarek sur une idée d'Aïcha Attia

## Théâtre
- 2011 : Blanche-Neige sur les dunes de Nefta de Hédia Ben Jemâa Bhiri (comédie musicale) : Blanche-Neige
- 2014 : 3 Nsé, adaptation tunisienne de la pièce Le Clan des divorcées, mise en scène par Noomen Hamda
- 2015 : MRAJel[3], œuvre inspirée de La Cage aux folles, mise en scène par Brice Tripard

## Radio
- 2014 : Monsieur R sur Radio IFM : chroniqueuse
- 2019 : Chellet Amine sur Mosaïque FM : chroniqueuse